# Mieczysław Weinberg
Mieczysław Weinberg (transcrito también Mieczyslaw Vainberg, Moisey Vainberg o Moiséi Samuílovich Váynberg; en ruso: Моисей Самуилович Вайнберг) (Varsovia, 8 de diciembre de 1919 - Moscú, 26 de febrero de 1996) fue un compositor y pianista soviético de origen judeopolaco. Perdió a la mayoría de su familia en el Holocausto. Desde 1939 vivió en la Unión Soviética y luego Rusia. Dejó una gran cantidad de obras que incluyó veintidós sinfonías y diecisiete cuartetos de cuerdas.

## Vida
Mieczysław nació en 1919 en una familia judía de Varsovia. Su padre, Shmil (Szmuel o Samuíl Moiséievich) Weinberg (1882-1943), un conocido violinista, compositor y director de orquesta de un teatro yidis ruso, que se mudó desde Chisináu a Varsovia  en 1916 y trabajó como violinista y director de orquesta para el teatro yidis Scala de Varsovia, donde el futuro compositor se unió a él como pianista a la edad de 10 años y más tarde como director musical de varias actuaciones. Su madre, Sonia Wajnberg (soltera Sura-Dwojra Sztern, 1888-1943), nacida en Odesa, fue actriz en varias compañías de teatro yidis en Varsovia y Lodz.
Tuvo inclinación musical temprana y tocaba el piano ya a los diez años. Entró pronto en el Conservatorio de Varsovia, donde permaneció desde los doce años hasta graduarse en 1939. Fue invitado por Józef Hofmann para continuar sus estudios en Estados Unidos, pero el expansionismo de la Alemania nazi fue determinante en su destino profesional.
La familia ya había sido víctima de violencia antisemita en Besarabia. Algunos miembros de su familia fueron asesinados durante el pogromo de Chisináu. Isay Abrámovich Mishne era uno de los primos del compositor, que era hijo de la hermana de su padre, Khaya Vaynberg. Este primo era el secretario del Comité Militar Revolucionario de la comuna soviética de Bakú y fue ejecutado en 1918 junto con los otros 26 comisarios de Bakú. Pero en verano de 1939 los nazis invadieron Polonia y, con el comienzo de la Segunda Guerra Mundial, se vio obligado a refugiarse en la Unión Soviética para sobrevivir. Sus padres y su hermana fueron asesinados en el campo de concentración de Trawniki. 
Weinberg estudió composición en Minsk con Vasili Zolotariov, discípulo de Balákirev y de Rimski-Kórsakov; de ahí su conocimiento del folclore. Se lo conocía allí por Moiséi Samuílovich Vainberg, usando el patrónimo al modo ruso.
Tras la invasión alemana en 1941 y dada su condición familiar y extranjera, se vio obligado a emigrar de nuevo. Fue evacuado a Taskent, capital de la RSS de Uzbekistán. 

## Carrera
Encontró trabajo en la ópera de Taskent y allí se casó con su primera mujer, Natalia Vovsi-Mijoels (1921—2014), hija de un gran actor y director yidis Solomón Mijoels. Además conoció decisivamente a Dmitri Shostakóvich, forjándose una gran amistad entre ambos, así como una mutua admiración. En concreto Shostakóvich se quedó impresionado con la Sinfonía n.º 1 de Weinberg.
En 1943, apremiado por Shostakóvich, Weinberg se instaló en Moscú. Ya había compuesto su primer cuarteto de cuerda, obras para piano y música para ópera. Aunque sus obras no fueron prohibidas durante la condena de los formalistas de 1948 (Shostakóvich y Prokófiev, tuvieron presiones en ese sentido), Weinberg fue una figura marginal para el medio musical soviético, y tuvo que ganarse la vida componiendo para el teatro y el circo. 
En 1953, sin embargo, fue arrestado por "nacionalismo burgués judío". Es más, su suegro, Solomón Mijoels, había sido detenido en el llamado complot de los médicos y apareció extrañamente muerto. Pero la suerte favoreció al compositor de inmediato, puesto que la muerte de Stalin, y la intercesión de Shostakóvich ante Lavrenti Beria, permitieron su pronta rehabilitación pública.
Weinberg vivió el resto de su vida en Moscú, dedicado a su tarea de compositor y pianista. Se dice que al final de su vida se convirtió al cristianismo ortodoxo. 
En todo caso, Mstislav Rostropóvich (al que dedicó Sonata para violonchelo n.º 2) y Sviatoslav Richter fueron admiradores de su extensa obra. 
Para algunos, Weinberg se situaría en una gran terna de figuras rusas, con Dmitri Shostakóvich y Serguéi Prokófiev, aunque no deben olvidarse otros grandes, entre ellos Nikolái Miaskovski, Rodión Shchedrín, Alfred Schnittke, Galina Ustvólskaya o Sofiya Gubaidúlina.

## Obra musical
En su música, Weinberg muestra una claridad y proporción racionalista y neoclásica, en opinión de una de sus mayores estudiosas, Liudmila Nikítina. Fueron compositores influyentes en su música: Shostakóvich, Mahler, Nikolái Miaskovski y Bartók. Como muchos de los compositores de la era soviética, muestra notables préstamos de las músicas étnicas y populares, singularmente del folclore judío, polaco, moldavo y armenio. Según algunos musicólogos, Weinberg tuvo una influencia notable en el creciente interés de Shostakóvich por los temas judíos. 
Su catálogo se compone de 153 obras, entre ellas 22 sinfonías, 17 cuartetos de cuerda, ocho sonatas para violín, un concierto para violín y orquesta, así como 40 partituras cinematográficas y de animación, 4 óperas y 3 operetas. Las óperas son las siguientes: 
- Passazhirka (La pasajera), Op. 97, estrenada el 25 de diciembre de 2006 en Moscú.
- Pozdravlyáiem (Felicitamos), Op. 111, estrenada el 13 de septiembre de 1983 en Moscú.
- Portret (El retrato), Op. 128, estrenada el 20 de mayo de 1983 en Brno, República Checa.
- Idiot (El idiota), Op. 144, estrenada en 1991 en Moscú.

## Discografía selecta
- Sinfonía n.º 1. Orquesta Sinfónica de Gotemburgo, Thord Svedlund (Chandos).
- Sinfonía n.º 2. Orquesta Sinfónica de Umeå, Thord Svedlund (Olympia).
- Sinfonía n.º 3. Orquesta Sinfónica de Gotemburgo, Thord Svedlund (Chandos).
- Sinfonía n.º 4. Rapsodia sobre temas moldavos, Sinfonietta n.º 2. Orquesta Sinfónica Nacional de la Radio Polaca, Gabriel Chmura vol. 2 (Chandos).
- Sinfonía n.º 5. Orquesta Sinfónica Nacional de Radio Polaca, Gabriel Chmura vol. 1 (Chandos, 1977-1981)
- Sinfonía n.º 6. Orquesta Filarmónica de Moscú, Kirill Kondrachin (RMG Records / Melodiya).
- Sinfonía n.º 7. Orquesta Sinfónica de Gotemburgo, Thord Svedlund, Erik Risberg (arpa).
- Sinfonía n.º 8 "Flores polacas" Op. 83. Orquesta Filarmónica de Varsovia, Antoni Wit.
- Sinfonía n.º 10. Orquesta de Cámara de Moscú, Rudolf Barshái (Olympia 1970).
- Sinfonía n.º 12. Orquesta Sinfónica de Moscú Radio Chaikovski, Vladímir Fedoséyev (Olympia).
- Sinfonías n.° 14 & 16, Sinfonietta n.° 1. Orquesta Sinfónica Nacional Polaca, Gabriel Chmura vol. 3 (Chandos).
- Sinfonías n.º 17, 18 & 19 (Trilogía "A las puertas de la guerra"). Orquesta Sinfónica Chaikovski de Moscú Radio, Vladímir Fedoséyev, Olympia).
- Sinfonía n.º 21 "Kaddish" Op. 152 & Polish Tunes Op. 47 n.º 2. Orquesta Sinfónica de Siberia, Dmitri Vasiliev (Toccata Classics, 2014).
- Cuartetos de cuerda integral. Cuarteto Danel, CPO (4 CD).

- Sonata para contrabajo solo, Op. 108, Joel Quarrington (Analekta, 1971).
- Sonatas para violonchelo y piano n.° 1 & 2; Sonatas para violonchelo n.° 1 & 3. Dmitry Yablonsky (violonchelo), Hsin-ni Liu (piano) (Naxos, 2009).
- Sonatas para violín y piano n.º 4 & 5; 3 piezas para violín y piano. Stefan Kirpal (violín), Andreas Kirpal (piano), CPO (2009).
- Sonatas y piezas para violín y piano [Sonatas y obras completas]. Linus Roth (violín), José Gallardo (piano) (Challenge Classics CC 72567, 2013).
- Sonatas para violín completas. Yuri Kalnits (violín) y Michael Csányi-Wills (piano) (Toccata Classics).
- Canciones completas: Canciones infantiles Op. 13, Más allá del límite de los últimos días Op. 50, Rocking the child Op. 110. Olga Kalugina (soprano), Svetlana Nikolaeva (mezzo), Dmitry Korostelyov (piano) (Toccata Classics TOCC0078, 2008).
- Concertino para violín y orquesta de cuerda, Op. 42; Sonatina para violín y piano, Op. 46; Trio para cuerdas, Op. 48; Sinfonía n.º 10 Op. 98; Sonata para violín n.º 3, Op. 126. Gidon Kremer, Daniil Grishin, Giedrè Dirvanauskaite, Daniil Trífonov, Kremerata Baltica, 2 CD (ECM, 2014) Diapason d'Or, Choc de la Musique - Classica.